# Будёновка (Тверская область)
Будёновка (карел. Blahveššenie) — деревня в Максатихинском районе Тверской области. Административный центр Будёновского сельского поселения.
Расположена в 35 км к северо-востоку от районного центра Максатиха, недалеко от истока реки Атемеша.
Население по переписи 2002 — 235 человек, 117 мужчин, 118 женщин.

## История
По словам старожилов первоначально деревня называлась Телячья горка. Первые жители деревни были по национальности карелы.
В XIX веке деревня называется Благовещенье и входит в Бежецкий уезд Тверской губернии.
Будёновкой деревня стала в 1928 году в результате объединения трёх населённых пунктов: Благовещенье, Тарасково и Кузнецово (Мельница). Названа в честь С.М.Будённого.
В 1997 году — 116 хозяйств, 315 жителей. Администрация сельского округа, совхоз «Буденовец» (СПК «Маяк»), средняя школа, сельский дом культуры, библиотека, медпункт, отделение связи, столовая, магазин.